# پمبرتون، بریتیش کلمبیا
پمبرتون، بریتیش کلمبیا (به انگلیسی: Pemberton, British Columbia) یک منطقهٔ مسکونی در کانادا است که در بریتیش کلمبیا واقع شده‌است. پمبرتون ۱۰٫۸۹ کیلومتر مربع مساحت و ۲٬۴۳۶ نفر جمعیت دارد و ۲۱۰ متر بالاتر از سطح دریا واقع شده‌است.